# Juggernaut (ratha yatra)

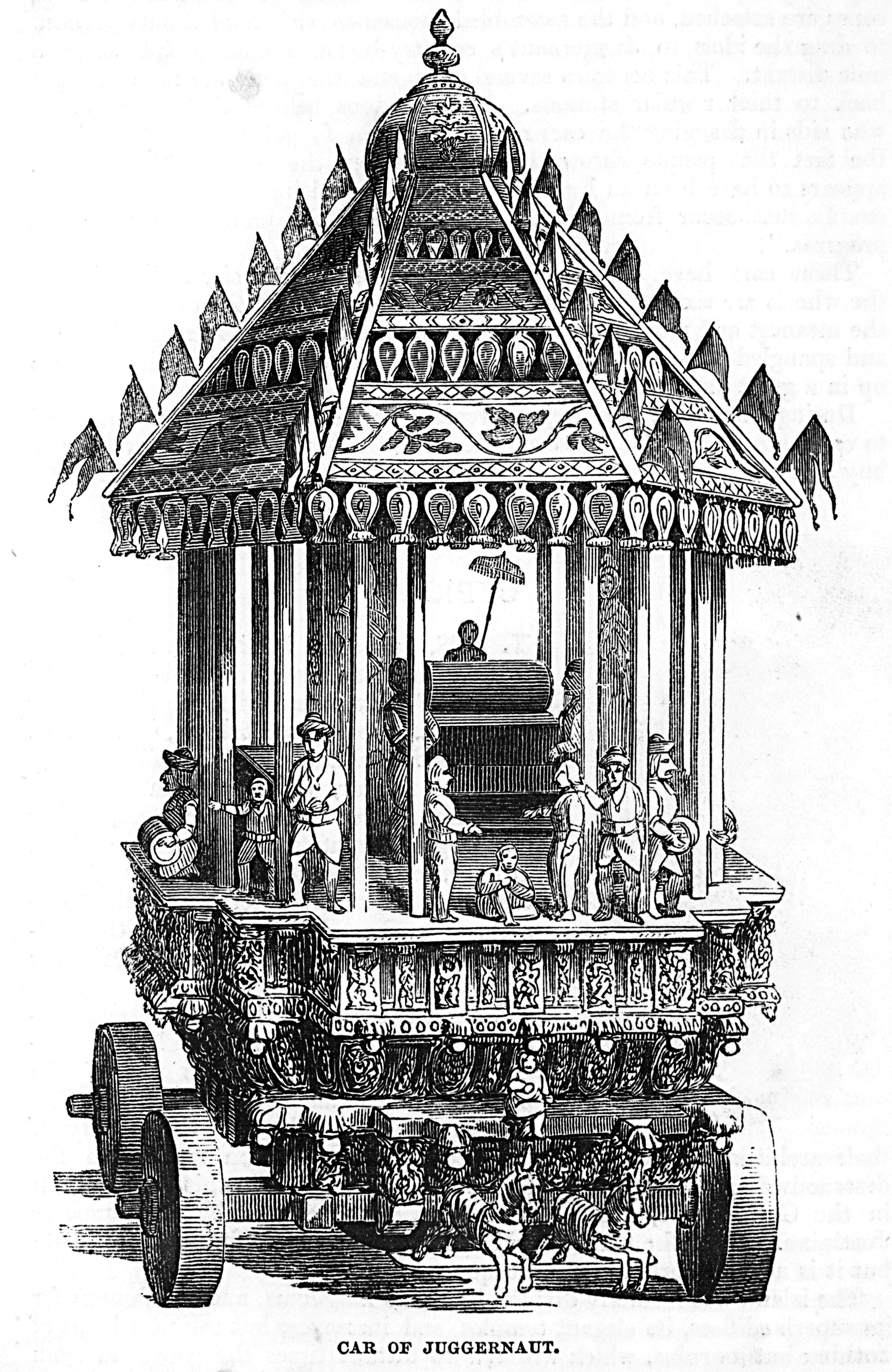
«Car of Juggernaut» (‘el carro de Yáganatha’), representat en Illustrated London reading book (‘llibre de lectura il·lustrat de Londres'), de 1851.

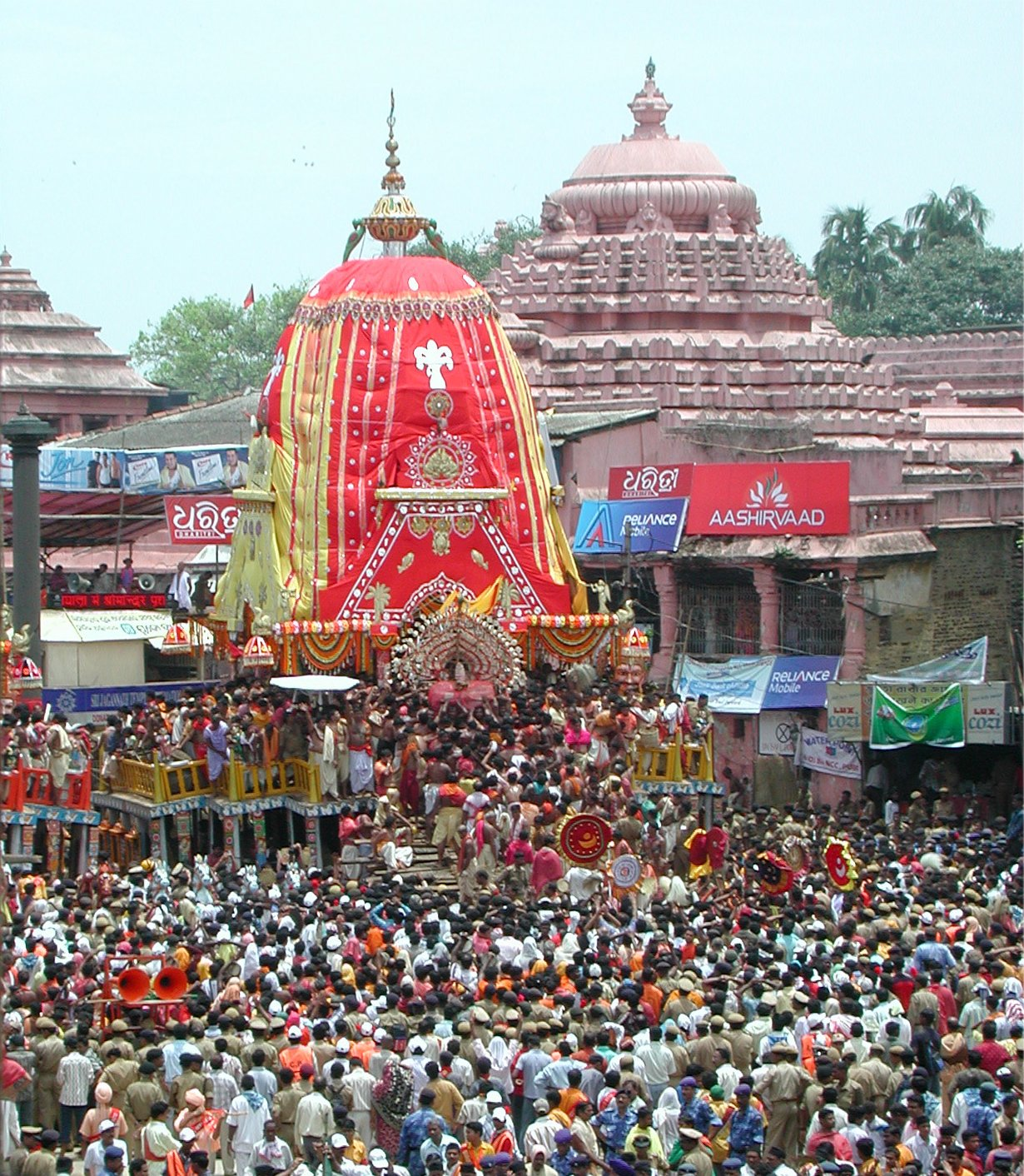
El festival anual de les carrosses a Puri el 2007.

Juggernaut (pronunciat semblant a "jàganot") (paraula anglificada que deriva del nom en sànscrit Jagannātha, en devanagari जगन्नाथ) designa metafòricament en anglès —i d'aquí ha passat a molts idiomes, fins i tot el català—, una força l'avanç de la qual res pot detenir i que aixafa o destrueix tots els obstacles en el seu camí. La paraula és una referència a la Rath Yatra, una processó hindú que se celebra a la ciutat de Puri, a Índia, en la qual es passeja una gran carrossa processional que porta la imatge del déu Krishna —avatar del déu Visnú— al que després se li va atribuir el títol de Jagannātha, «senyor de l'univers». Alguns observadors europeus del segle xix que havien assistit a la processó afirmaven que no es dubtava a aixafar als fidels que s'interposaven en el camí de la carrossa, d'aquí l'ús metafòric del terme des d'aquest moment. Les observacions més recents han demostrat que aquesta interpretació era una llegenda que amplificava els accidents fortuïts durant les cerimònies, però l'ús del terme ha romàs.

## Història i variants
El nom del déu Jagannāth (Yáganat) va aparèixer per primera vegada en el Mahabhárata (2, 779 i 3, 15529), text èpic-religiós del segle III a. C.
Es desconeix quan va començar el festival anual de portar en carros que transporten les estàtues de Yáganath (Krisna), la seva germana Subhadra i el seu germà major Balaram.
Segons els relats dels britànics en el període en què van dominar l'Índia, els adoradors del déu Yaganath es llançaven sota les rodes de l'enorme carro de setze rodes sobre el qual l'ídol de Krisna és transportat durant la processó anual en el festival Ragha Iatra a Puri, una ciutat de l'est de l'Índia a la vora del golf de Bengala, en la creença que així aconseguirien la felicitat eterna.
La primera descripció europea d'aquest festival es troba en el llibre The travels of sir John Mandeville (del segle XIV), que descriu que els hinduistes, com a sacrifici religiós, es llançaven sota les rodes dels immensos carros i eren aixafats, morint instantàniament.

Dos segles després, cap a 1520, el sant bengalí Chaitania (1486-1533) reprengué un dels seus deixebles, Sanatana Gosuami (1488-1558), que volia practicar el suïcidi sota les rodes del carro de Yáganath:
| «           | La decisió de suïcidar-te és el fruit de la ignorància. Un no pot aconseguir l'amor de Déu simplement cometent un suïcidi. Ja has dedicat la teva vida i el teu cos al meu servei i, per tant, el teu cos no et pertany, ni tens cap dret de practicar el suïcidi. He de dur a terme molts serveis devocionals a través del teu cos. Vull que prediquis el culte del servei devocional i que vagis a Vrndavan per excavar els llocs sacres perduts. | » |
| — Chaitania | |   |

Al segle xx altres autors ―possiblement en un intent de defensar als hinduistes― han suggerit que les morts haurien estat accidentals i causades per la pressió de la multitud i la commoció general.
El nom del déu Yágannat va passar ―modificada morfològicament i resignificada― primer a l'idioma anglès (cap a 1850) i després a altres idiomes, prenent el sentit figurat de "quelcom que requereix devoció cega o sacrifici sense pietat". Per exemple, en la novel·la de Robert Louis Stevenson L'estrany cas del doctor Jekyll i el senyor Hyde s'hi utilitza per descriure el caràcter descontrolat del personatge de Hyde, quan en un carrer desert aborda una nena, xocant-hi i passant-li per sobre deixant-la tirada a terra, i Enfield explica: «No era com un home, era una mena de Juggernaut maleït!» (It wasn't like a man, it was like some damned Juggernaut!).
En l'àmbit de les ciències socials s'utilitza sovint com a metàfora de la modernitat. El sociòleg Anthony Giddens relata el ritu del Juggernaut com una processó en la qual la figura adorada era transportada gràcies a troncs que feien la seva trajectòria difícilment predictible, la qual cosa propiciava accidents mortals i la possibilitat que se sortís completament del camí. Aquest relat serveix a Giddens i a altres sociòlegs per explicar un sistema econòmic i social insuficientment controlat i sempre en risc de tornar-se contra els qui el veneren.

## Cultura Popular
- En la sèrie de còmics de Marvel X-Men, hi ha un personatge anomenat Juggernaut, germanastre de Charles Xavier.
- Durant la Segona Guerra Mundial, Juggernaut va ser el sobrenom de l'avió caça Republic P-47 Thunderbolt.
- En el videojoc Final Fantasy XIII, un cap mecànic anomenat Juggernaut.
- En els videojocs Call of Duty Modern Warfare 2 i 3, en les operacions especials apareixen soldats Juggernaut equipats amb armes pesants i blindatge extrem.
- En els videojocs Call of Duty: World at War, Call of Duty: Black Ops i Call of Duty: Black Ops 2 (en manera zombis) apareix en forma de beguda anomenada "Perk-a-Cues" que permet a l'usuari per mitjà de 2500 punts beure's aquesta cua que li dona una ajuda de resistència de 2 cops de zombis a 5 cops.
- En el videojoc Call of Duty: Ghosts hi ha unes ratxes de baixes que et permeten fer-te amb una pesada armadura i diferents armes segons la ratxa. Mitjançant una ratxa de baixes es poden aconseguir fins a 3 tipus d'armadura Juggernaut, anomenats "Juggernaut" "Juggernaut Maniac" i "Juggernaut de reconeixement" i una altra cambra automatitzada (no controlat per un jugador) del primer i l'últim tipus. ("Juggernaut" i "Juggernaut de reconeixement")
- En el videojoc de rol multijugador massiu en línia Star Wars: The Old Republic, de l'empresa BioWare, hi ha personatges Sith anomenats Juggernaut.
- En la pel·lícula de la saga de Star Wars: Revenge Of The Sith, apareixen uns vehicles de deu rodes anomenats Juggernaut A6, els quals que també surten en els videojocs derivats de la pel·lícula i en la sèrie The Cloni Wars.
- En el videojoc Dota 2 hi ha un personatge anomenat Juggernaut.
- En el videojoc Halo 4 existeix una condecoració anomenada Juggernaut, que s'aconsegueix en la manera multijugador en Flood, en el qual com Flood s'han de matar quatre Spartans.
- En la sèrie de videojocs Command and Conquer la facció de la GDI permet construir un andandor d'artilleria pesada denominat Juggernaut.
- En el videojoc Legend of Legaia, apareix un Sim-Seru anomenat Juggernaut.
- En el videojoc de rol multijugador massiu en línia Tèbia, apareixen diversos dimonis verds anomenats Juggernaut.
- El videojoc League of Legends compta amb un personatge anomenat "Sion, the Undead Juggernaut".
- En el videojoc Rise Of nation: Rise Of legends és un enorme tanc de guerra que només es troba en les unitats Vinci el qual derroca i aixafa tot en el seu camí
- En les novel·les lleugeres High School DxD hi ha una habilitat anomenada Juggernaut, que desplega tot el poder dels dracs celestials, aquesta habilitat s'activa amb un càntic.
- En 2008, la banda de punk rock Zebrahead va publicar una cançó anomenada «Juggernauts» en el seu àlbum Phoenix.
- El gener de 2015, La banda de metall tècnic-progressiu Periphery va publicar un àlbum doble titulat Juggernaut.
- En el videojoc de consoles Warframe hi ha un personatge anomenat juggernaut que és el cap de la facció cridada infestats
- En els jocs de guerra Warhammer Fantasy i Warhammer 40000 existeixen unes bèsties demoníaques conegudes com juggernauts de Khorne, unes criatures recobertes de metall de gran poder destructiu que carreguen en els seus lloms a sanguinaris heralds del déu de la sang.